# بوهيموند الثاني
بوهيموند التانى أمير أنطاكيا Bohemond II of Antioch (ولد 1108م - توفى 1130م).
ابن بوهيموند الأول وكونستانس بنت فيليب الأول ملك فرنسا. كان أمير تارانتو وحكم أنطاكيا من 1126م حتى 1130م. وذلك بعد وفاة أبيه بوهيموند الأول مؤسس إمارة أنطاكيا والأوصياء تانكرد (ابن عم بوهيموند الأول) وروجر بن ريتشارد (ابن أخت تانكرد) Roger of Salerno.

## حكم أنطاكيا
في عام 1104م، سافر بوهيموند الأول إلى أوروبا طلبا للعون العسكري لمواجهة الإمبراطورية البيزنطية، وترك ابن عمه تانكرد نائبا عنه لإدارة إمارة أنطاكيا.
أعلن تانكرد نفسه أميرا على أنطاكيا في عام 1108م، وارغم بوهيموند الأول على توقيع اتفاقية مع الإمبراطورية البيزنطية في نفس العام.
معاهدة ديفول (باليونانية: συνθήκη της Δεαβόλεως) هو اتفاق تم التوصل اليه في عام 1108 م بين بوهيموند الأول آمر أنطاكية والامبراطور البيزنطي ألكسيوس الأول كومنين، في أعقاب الحملة الصليبية الأولى. ومن اسمه بعد القلعة البيزنطية Devol في مقدونيا (في ألبانيا الحديثة).
نصت الإتفاقية على أن حكم أنطاكيا يكون للإمبراطورية البيزنطية بعد وفاة بوهيمند الأول.
توفي بوهيمند الأول عام 1111م، في بوليا، جنوب إيطاليا. ارسل الامبراطور البيزنطي ألكسيوس الأول كومنين إلى تانكرد يطلب منه تسليم الإمارة. لكن تانكرد رفض.
توفي تانكرد بحمى التيفويد عام 1112م، وأوصى بالحكم من بعده لابن أخته روجر ابن ريتشارد Roger of Salerno. وحسب رواية وليم الصوري، فإن تانكرد أوصى روجر بأن يرد الإمارة لبوهيمند الأول أو ورثته حال طالبوا بها. ولكن روجر تجاهل هذه الوصية واعلن نفسه أميرا على أنطاكيا.
أعلن فوشيه الشارتري أن روجر خائن لسيده بوهيمند الثاني، الوريث الشرعي لأنطاكيا. وتم تسمية بوهيمند الثاني في المواثيق الإيطالية «ابن حاكم أنطاكيا» ولكن لم يتم تسميته أميرا عليها.

### حلب تحت حكم أنطاكيا
كانت أحوال حلب في هذه الفترة غير مستقرة، وبدأ الضعف يدب فيها بعد وفاة حاكمها «رضوان بن تتش» سنة (507 هـ - 1113 م) وخلفه في حكمها أبناؤه، وكانوا ضعافا غير قادرين على تسيير شئون البلاد، فتحكم فيهم أوصياؤهم، وصارت حلب سهلة المنال، فتحالف روجر أمير أنطاكيا مع كبار مسئوليها كي يمنع إيلغازي الأرتقي صاحب ماردين من الاستيلاء عليها وضمها إلى دولته، ووصل الأمر بحلب أن أصبح المسئولون عنها يعتمدون على روجر الصليبي في رد الطامعين في الاستيلاء عليها من أمراء المسلمين.
ولم تأت سنة (511 هـ - 1118 م) حتى صارت حلب تحت رحمة أنطاكية، وهو ما جعل أهلها يستنجدون بإيلغازي بن أرتق، وكان واحدا من أبرز المجاهدين ضد الوجود الصليبي في بلاد الشام، وقامت سياسته على أساس التحالف مع الأمراء المسلمين ضد الصليبيين.

### معركة ساحة الدم (معركة أجير سانجوينيس)
استطاع إيلغازي الأرتقي أن يحشد أكثر من عشرين ألفا من مقاتلي التركمان، واتجه بهم إلى الرها، فتخوف أمراؤها الصليبيون، وأرسلوا إليه يطلبون مصالحته نظير تنازلهم عن أسرى المسلمين الذين في حوزتهم، فأجابهم إلى ذلك، واشترط عليهم البقاء في بلدهم وعدم التوجه لمساعدة أمير أنطاكية في حالة حدوث قتال معه، وكانت هذه خطوة صائبة من إيلغازي تمكن بموجبها من عزل إحدى القوى الصليبية الكبرى.
ثم عبر إيلغازي وحلفاؤه الفرات وهاجموا «تل باشر» و«تل خالد» والمناطق المحيطة بهما، وانتشرت قوات إيلغازي في مناطق وجود الصليبيين، واستولى على حصن قسطون، ثم مدينة «قنسرين» التي اتخذها قاعدة لشن الغارات على «حارم» وجبل السماق.
ولما شعر «روجر» أمير أنطاكية بالخطر الذي يتهدده اضطر إلى طلب النجدة من «بونز» أمير طرابلس ومن بلدوين الثاني ملك بيت المقدس، وعسكر خارج أنطاكية في انتظار المدد من رفاقه الصليبيين، لكنه لم يصبر لحين وصول النجدة، وتقدم صوب القوات الإسلامية على رأس ثلاثة آلاف فارس، وتسعة آلاف راجل، ومنهم 500 فارس أرمني في «تل عفرين» وهو موضع ظن روجر أنه مانعهم من هجمات المسلمين حتى تأتيهم الإمدادات.
وفي الوقت نفسه كانت عيون إيلغازي تأتي إليه بأخبار روجر وجيشه، وكانت جماعة من جواسيسه قد تزيت بزي التجار، ودخلت معسكر الصليبيين لمعرفة استعداداته، وأراد إيلغازي أن ينتظر حليفه طفتكين القادم من دمشق قبل الدخول في المعركة، لكن أمراءه رفضوا وحثوه على قتال العدو، فأسرع بالسير إلى ملاقاة أعدائه، الذين فوجئوا بقوات المسلمين تحيط بهم في فجر السبت الموافق (16 ربيع الأول 513 هـ - 28 يونيو 1119 م)، ودارت معركة هائلة لم تثبت في أثنائها قوات الصليبيين وتراجعت أمام الهجوم الكاسح، وسقط آلاف القتلى من هول القتال، وكان من بينهم روجر نفسه.
ولكثرة اعداد القتلى اشتهرت هذه المعركة لدى مؤرخي الصليبيين باسم معركة ساحة الدم، وفضلا عن القتلى فقد وقع في أيدي المسلمين من السبي والغنائم والدواب ما لايمكن إحصاءه. وبعد المعركة نزل إيلغازي في خيمة روجر وحمل إليه المسلمون ما غنموه في المعركة فلم يأخذ منهم إلا سلاحا يهديه لملوك الإسلام، ورد عليهم ما حملوه بأسره، وكتب إلى سائر أمراء المسلمين يبشرهم بهذا النصر العظيم.
واكتفى إيلغازي بهذا النصر الباهر، ولو توجه إلى إمارة أنطاكية لما استعصى عليه فتحها لأنها كانت خالية من الجند!.

## بوهيموند الثاني في الحكم
في هذا الوقت كان بوهيموند يبلغ من العمر أحد عشر عاما، فطلب الإنطاكيين من بولدوين التانى Baldwin II ملك بيت المقدس تولي الحكم في أنطاكيا، فأصبح وصى على بوهيموند. في خريف 1126 وصل بوهيموند لأنطاكيا وفي بدايات 1127 تزوج أليس Alice ابنة بولدوين.
بوهيموند التانى بدأ حكمه بحصاره واستيلائه على كفرطاب سنة 1127، لكن دخل بعدها في صراع مع چوسلين كونت الرها Joscelin I of Edessa وتحول الصراع لحرب لم تنتهي إلا بعد تدخل بولدوين التانى. بوهيموند التانى وچوسلين حاولو الإستيلاء على حلب لكنهم فشلوا.
في سنة 1129 دخل بوهيموند في تحالف مع بولدوين وچوسلين واستطاعوا الإستيلاء على بنياس.

## مقتله
في بدايات 1130 حينما كان بوهيموند مشغول في حملته على مملكة كيليكيا اصطدم بقوات تابعه للترك الدانشمنديين فأبادوا جيشه كله وقطعوا رأسه وارسلوها للخليفة العباسي الفضل المسترشد بالله.